# Успеновка (Днепропетровская область)
Успеновка (укр. Успенівка) — село,
Александропольский сельский совет,
Петропавловский район,
Днепропетровская область,
Украина.
Код КОАТУУ — 1223880509. Население по переписи 2001 года составляло 46 человек .

## Географическое положение
Село Успеновка находится в 3,5 км от правого берега реки Сухой Бычок,
на расстоянии в 0,5 км от села Толстое.